# Château de Cayx
Château de Cayx (udtales /ʃɑ.to də 'kajs/) er et vinslot i Frankrig i landsbyen Caïx i kommunen Luzech omkring tyve kilometer fra Cahors. Slottet ejes af dronning Margrethe 2.

## Historie
Château de Cayx kan spores til 1300-tallet, hvor det kontrollerede sejladsen på Lot-floden. I 1600-tallet blev slottet erhvervet af Lefranc de Pompignan-familien. Det var den, der i 1700-tallet indrettede kældrene til vinproduktion. I 1974  købte dronning Margrethe og prins Henrik slottet, det blev restaureret og vinproduktionen genoptaget.
Ved prins Henriks bisættelse i Christiansborg Slotskirke 20. februar 2018 blev der brugt muld fra vinmarkerne omkring slottet ved jordpåkastelsen.

## Vinen
Ifølge de franske appellationsregler skal en Cahors-vin bestå af mindst 70 procent af druen Auxerrois (også kendt som Malbec). Alt efter årgang tilsættes på Château de Cayx både Merlot og Tannat. Vinene lagres 18 måneder på barriques (vinfade).
Kvaliteten af Château de Cayx-vinene har været diskuteret. Cahors er et meget gammelt vindistrikt, men i 1912 ødelagde angreb af vinlus produktionen fuldstændigt. Den kom først rigtigt i gang igen i 1950'erne og måtte opbygges fra grunden, så Cahors er egentligt et ungt vindistrikt. Slottet var med i et kooperativ. Efter Prins Henriks overtagelse er der arbejdet på at forfine druerne og produktionsmetoden. Slottet investerede i begyndelsen af 1990'erne i et moderne produktionsanlæg, for at slottet selv kunne forestå vinifikationen og undgå iblanding af druer fra andre gårde. Vinene høster i dag generelt fine karakterer i vinpressen.
Cahors-vinen er en kraftig vin, der ofte er rig på garvesyre og frugt. Den udvikler sig ved lagring og skal ikke drikkes ung, når vinens nuancer ikke er fuldt udviklede. Den kan iltes ved dekantering.